# Vârful Păpușa, Munții Retezat
Vârful Păpușa este un vârf montan din Munții Retezat, Carpații Meridionali, altitudine, 2.504 metri, clasându-se pe locul al doilea în Masivul Retezat, după  Vârful Peleaga, 2508 metri și al unsprezecelea din România. Pe foaia topografică L-34-94-D-d, 1:25.000 a Direcției Topografice Militare Române (DTM) apare cu altitudinea de 2503,5 m. Numele de "Păpușa" este întâlnit foarte des în munții din România, numai în Munții Retezat fiind trei : Păpușa, Păpușa Mică și Păpușa Custurii. Accesul pe vârf se poate face din mai multe direcții : dinspre șaua Pelegii, dinspre Porțile Închise sau dinspre vârful Custura.

## Galerie foto

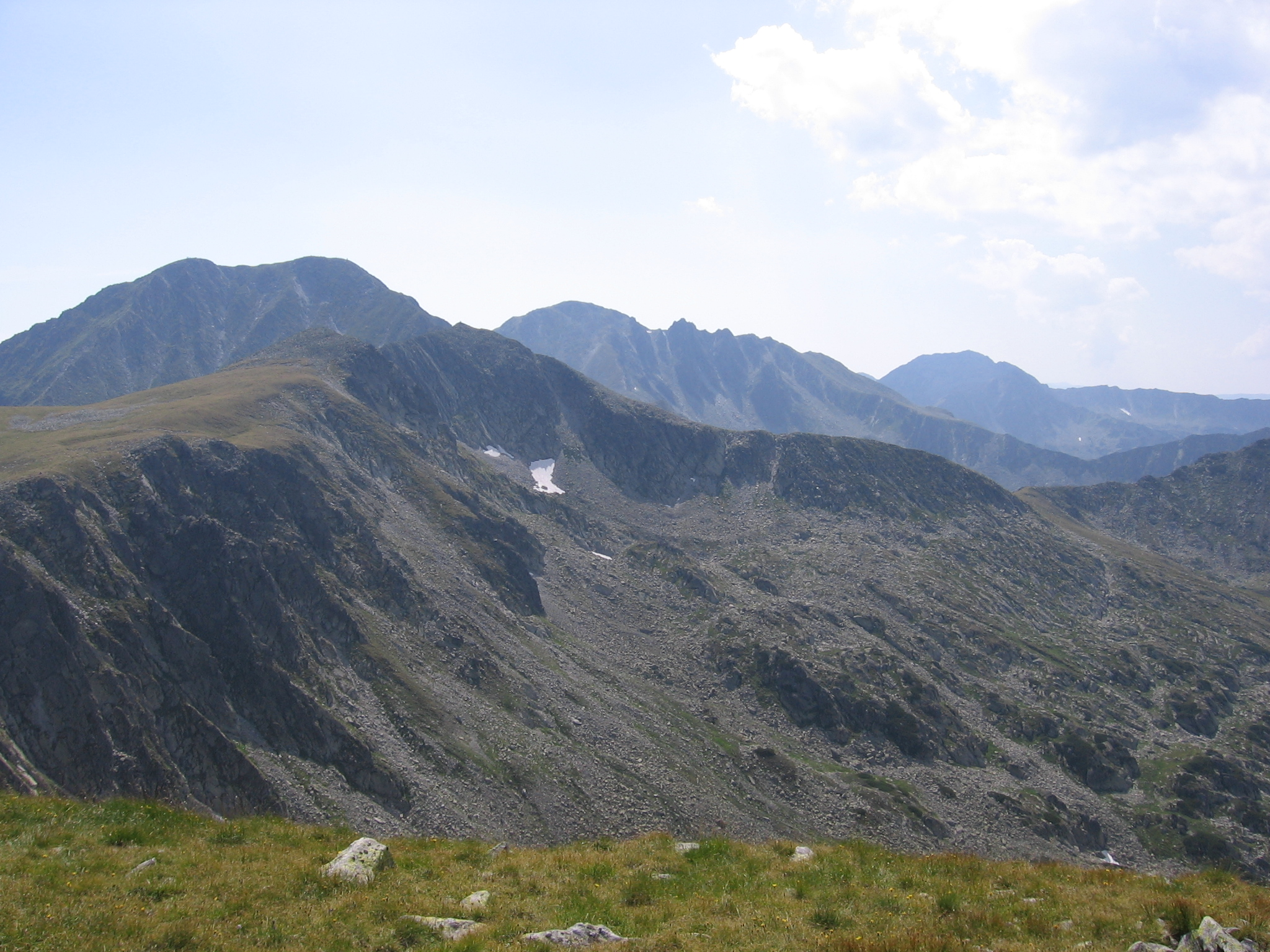
Primul din imagine având în spate Vârful Peleaga
Vârfurile Peleaga și Păpușa
Vârful Păpușa văzut de pe vârful Custura
Vârfurile Peleaga și Păpușa
Vârful Păpușa văzut de pe vârful Păpușa Mică